# 新宿ラブストーリー事件簿
『新宿ラブストーリー事件簿』（しんじゅくラブストーリーじけんぼ）は、1992年から1996年までテレビ朝日系「土曜ワイド劇場」で放送された刑事ドラマシリーズ。全2回。主演は阿部寛。

## キャスト

### 新宿東警察署
元村大作
演 - 阿部寛
刑事課刑事。階級は巡査。父親は警視をしていたらしい。
鬼塚伝次郎
演 - 石橋蓮司
刑事課課長。通称「鬼長」。愛情という本能に忠実という生き方で、美人に目が無い。

### ゲスト
第1作「美人通い妻殺人!不倫エリート助教授の秘密」（1992年）
- 幾島真弓（ホステス） - 可愛かずみ
- 武田（新宿東警察署 刑事） - 不破万作
- 安岡（立てこもり犯） - 稲川淳二
- 大林美和子（大林の妻） - 小田薫
- 川村新平（カメラマン） - 美角優介
- 青木宏美（美鈴の助手） - 松本南美
- 今井（新大阪トレーディング東京支社長） - 笑福亭笑瓶
- 倉田（熊本製鉄東京支社次長） - 井手らっきょ
- 小村（仙台中央銀行東京支店長） - 二瓶鮫一
- 大林の同僚 - 市川勇
- 村野（新宿東警察署 刑事） - 小田純平
- 新宿東警察署 刑事 - 木村安城
- 森田和江（理香の隣人） - 船場牡丹
- 桜田理香（ホステス） - 相沢朱音
- 大林秀明（城南大学 助教授） - 西田健
- 篠原美鈴（新聞記者） - 叶和貴子

第2作「白い粉連続殺人!疑惑の美人女医と刑事の危険な関係」（1996年）
- 刈谷恵子（芝浦南診療所 女医） - 原日出子
- 前島正樹（南関東麻薬取締本部 主任） - 原田大二郎
- 宮坂四郎（宮坂商事 社長） - 亀石征一郎
- 岩井満（クラブの店長） - 高峰圭二
- 強盗 - 井手らっきょ
- 新宿東警察署 署長 - 平野稔
- 新宿東警察署 刑事 - 島本等
- 新宿東警察署 刑事 - 小田純平
- 新宿東警察署 婦警 - 松本南美
- 大津（麻薬取締官） - 中嶋しゅう
- 栗原みゆき（ホステス） - 川島なお美
- 松本光次（元暴力団員） - 矢島健一
- 宮坂らの部下 - 崎津隆介、豊嶋稔
- 小森清一、山本千香子、磯秀明、伊藤葉子、小嶋裕子、松本隆司、フィーメ

## スタッフ
- 監督 - 皆元洋之助
- プロデューサー - 依田正和（ABC）、藤原裕之（東通企画）、霜田一寿（東通企画）
- 脚本 - 中村勝行（第1作）、柏原寛司（第2作）
- 音楽 - 奥慶一（第1作）、義野裕明（第2作）
- エンディングテーマ（第2作） - 阿部寛「硝子のかけら」（東芝EMI）
- 撮影 - 木村弘一（第2作）
- 照明 - 鹿島雄司（第2作）
- 美術 - 生田哲司（第2作）
- 録音 - 臼井久雄（第2作）
- 映像 - 松岡豊（第2作）
- 記録 - 甲斐哲子（第2作）
- 技術 - 小関進（第2作）
- VTR編集 - 星名隆志（第2作）
- 整音 - 関谷行雄（第2作）
- 選曲 - 中田裕章（第2作）
- 効果 - 橋本正二（第2作）
- 撮影助手 - 松島良晴（第2作）
- 照明助手 - 板垣賢三（第2作）、保坂裕之（第2作）、安良岡弓枝（第2作）
- 録音助手 - 石川日出雄（第2作）、関川力央（第2作）
- 美術制作 - 花又良晴（第2作）
- 装飾 - 西村義孝（第2作）、相田伸一（第2作）
- 持道具 - キース・F・村上（第2作）
- 衣裳 - 青木茂（東京衣裳）（第2作）
- メイク - 北田尚子（第2作）
- スチール - 中原一彦（第2作）
- アクションコーディネーター - 斎藤英雄（ナンバーワンプロモーション）（第2作）
- スタント - 吉田瑞穂（第2作）
- カースタント - 雨宮正信（スーパー・ドライバーズ）（第2作）、伸沢弘孝（第2作）、尾台あけみ（第2作）
- スタント協力 - 川原智恵子（第2作）、市原健（第2作）
- 監督助手 - 尾山宏伸（第2作）、大野伸介（第2作）、藤田康大（第2作）
- 制作進行 - 杉本実穂（第2作）
- 車輌 - 古森功（ARサービス）（第2作）、足立高行（第2作）、斉藤義晴（第2作）
- 番組宣伝 - 矢沢克之（ABC）（第2作）
- コーディネート - フルハウス（第2作）
- 制作担当 - 堀井健一（第2作）
- 制作主任 - 奥平巨仁（第2作）
- 助監督 - 羽石龍太郎（第2作）
- プロデューサー補 - 安藤拓生（第2作）
- 技術協力 - テイクシステムズ、スイット
- 編集・MA - 映広
- 映像協力 - テレビ朝日
- 協力
  - 第2作 - ミナミ、パックスラジオ、imac、tasco
- 制作 - ABC、東通企画

## 放送日程
| 話数 | 放送日        | サブタイトル                                    | 脚本     | 監督       |
| ---- | ------------- | ----------------------------------------------- | -------- | ---------- |
| 1    | 1992年1月18日 | 美人通い妻殺人!不倫エリート助教授の秘密         | 中村勝行 | 皆元洋之助 |
| 2    | 1996年1月20日 | 白い粉連続殺人!疑惑の美人女医と刑事の危険な関係 | 柏原寛司 | 皆元洋之助 |